# ウィンフィールド・スコット・ハンコック
ウィンフィールド・スコット・ハンコック（英語: Winfield Scott Hancock, 1824年2月14日 - 1886年2月9日）は、アメリカ合衆国陸軍の職業軍人であり、1880年には民主党の大統領候補に指名された。

## 概要
40年間にわたって陸軍で功績を残し、米墨戦争に参戦し、北軍の将軍として南北戦争を戦った。僚友からは「極上のハンコック」(Hancock the Superb)と呼ばれており、1863年のゲティスバーグの戦いでは、その個人的な指導力で特に注目された。ある軍事史家は「ゲティスバーグに参加した北軍の将軍で、ハンコックほど完全にその存在感を示すことで部隊に君臨した者はいなかった」と書いた。
もう一人の著作家は「彼の戦術的技術によって、競争者も直ぐに彼を賞賛することになり、「ポトマック軍の雷」として彼を知ることになった」と書いた。
南北戦争の後も、レコンストラクション中の南部の軍事支配に参加し、また西部のフロンティアにも駐屯した。
南北戦争後、ハンコックの軍人としてまた保守的な護憲的原則の保持者としての評判によって、大統領選挙で候補者と目された。その注目すべき高潔さは政治腐敗の時代に際だつものであり、ラザフォード・ヘイズ大統領は「もし、軍人としても文民としての生活においても人目を引く公僕の姿を作り上げるとき、我々はまずそして主にその人間性、高潔さ、清潔さ、一途さおよび義務に対する無私の献身ということを考慮に入れ、ハンコックのことは徹底的に純金であると心から言うことができる」と言った。
この全国的な人気があって、民主党は1880年アメリカ合衆国大統領選挙でハンコックを大統領候補に指名した 。
力強い選挙戦を戦ったものの、共和党の候補者ジェームズ・ガーフィールドに、アメリカ史の中でも最小の票差で敗れた。

## 生涯

### 生い立ちと家族
ウィンフィールド・スコット・ハンコックは一卵性双生児の兄弟ヒラリー・ベイカー・ハンコックと共に、1824年2月14日、ペンシルベニア州のフィラデルフィアからはすぐ北西にある小村モンゴメリー・スクェアで生まれた。そこは、現在ではモンゴメリー郡モンゴメリー町となっている。
この双子の両親は、ベンジャミン・フランクリン・ハンコックとエリザベス・ホックスワース・ハンコックだった。
ハンコックの名前は、米英戦争やその後の米墨戦争で活躍し、南北戦争の開始時点ではアメリカ陸軍総司令官であったウィンフィールド・スコットに因む命名だった。
ハンコック家と母方のホックスワース家は、数世代にわたってモンゴメリー郡に住んでおり、その先祖はイングランド人、スコットランド人およびウェールズ人であった。
父親のベンジャミン・ハンコックは息子達が生まれたときに学校の教師をしていた。ハンコック生誕から数年後に、家族ごと郡庁所在地のノリスタウンに転居し、法律の実務を始めた。父はバプテスト教会の助祭でもあり、（自称民主党員として）市政にも参加した。
ハンコックは当初ノリスタウン・アカデミーで教育を受けたが、1830年代にノリスタウンで初めての公立学校が開校されるとそこに移った。
1840年、地元の連邦議会議員ジョセフ・フォーナンスがハンコックをウェストポイントの陸軍士官学校入学者に指名した。
ウェストポイントでの成績は平均的であり、1844年に卒業し、歩兵隊に配属された。

### 軍歴の開始

#### 米墨戦争

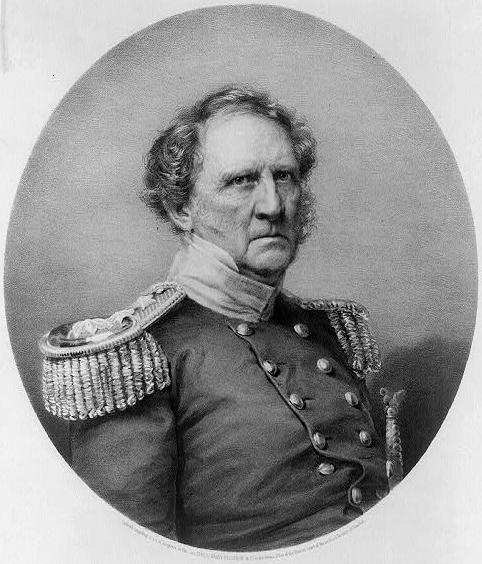
ハンコックの名前を貰った米墨戦争指揮官ウィンフィールド・スコット

ハンコックは第6歩兵連隊の名誉少尉に任官され、最初はレッドリバー渓谷のインディアン・テリトリーに駐屯した。この地域は当時静穏であり、平穏無事な時間を過ごした。
1846年に米墨戦争が勃発し、ハンコックは前線での任務を得るために動いた。
当初はケンタッキー州で新兵を徴兵する任務に就き、兵士達に入隊登録させる仕事に適していることが分かったので、その上官は彼をその職から外そうとはしなかった。
しかし、1847年7月までに、メキシコのプエブラに駐屯する連隊に加わることを認められ、そこでは彼の名前を貰ったウィンフィールド・スコット将軍が率いる軍隊の一部となった。
スコット軍はプエブロから抵抗も無いままに内陸に進軍し、南からメキシコシティを攻撃した。1847年のこの方面作戦で、ハンコックは初めてコントレラスとチュルブスコの戦いで実戦を経験した。
ハンコックはこれらの戦闘における勇敢さと賞賛に値する従軍態度の故に名誉中尉に昇進した。
チュルブスコでは膝を負傷し、発熱した。モリノ・デル・レイの戦いではその連隊で十分指揮を執れたが、発熱のために最後の戦いであるメキシコシティ突破には参加できず、その後の人生に悔いを残すことになった.。
最終的な勝利の後、1848年にグアダルーペ・イダルゴ条約が締結されるまで第6歩兵連隊と共にメキシコに留まった。

#### 結婚と平和な時代
ハンコックは補給係将校や副官として、大半はミネソタ州のスネリング砦やミズーリ州のセントルイスで多くの任務をこなした。
アルミラ（アリー）・ラッセルと出逢ったのはセントルイスであり、1850年1月24日に結婚した。
アリーは2人の子供、ラッセル（1850年生）とアダ（1857年生）を生んだが、2人共に両親よりは先に死んだ。
ハンコックは1855年に大尉に昇格し、フロリダ州のフォートマイヤーズ勤務となった。
ハンコックは家族も新しい勤務地に帯同し、アリーは基地では唯一の女性だった。
ハンコックがフロリダに行ったときは、第三次セミノール戦争が終わるときだった。その任務は主に補給係将校であり、実戦には参加しなかった。
フロリダの情勢が落ち着き始めると、カンザス州レブンワース砦勤務となった。「血を流すカンザス」での党派的争いの間は西部で、またモルモン戦争の後ではユタ準州で勤務した。この紛争が解決した後で、1858年11月にカリフォルニア州南部に駐屯した。ハンコックは1861年に南北戦争が勃発するまでそこに留まり、アリーや子供達も加わった。このとき後に南軍の将軍となるアルバート・ジョンストンの下で大尉と補給係将校補佐を務めた。カリフォルニアでは、多くの南部の士官と親しくなり、特にバージニア州出身のルイス・アーミステッドと親しくなった。
南北戦争が始まると、アーミステッドや他の南部出身の士官は南軍に加わるために陸軍を離れたが、ハンコックはアメリカ合衆国軍の任務に留まった。

### 南北戦争

#### ポトマック軍への参加
ハンコックは東部に帰って、急速に脹れ上がる北軍のために補給係将校の任務を再開したが、その後直ぐの1861年9月23日に准将に昇進し、ポトマック軍ウィリアム・F・"ボールディ"・スミス准将の師団で歩兵旅団の指揮を任された。その「極上の」というニックネームは、1862年の半島方面作戦におけるウィリアムズバーグの戦いで、重要な反撃を指揮したときに与えられた。軍司令官ジョージ・マクレランがワシントンに送った電報の中で、「今日のハンコックは極上だった」と書いたことで、この称号が決まった。しかし、この戦いのときのマクレランはハンコックの働きを生かせず、南軍の妨害を受けることのない撤退を許した。
アンティータムの戦いでは、「ブラディ・レーン」での激しい戦闘の中でイズラエル・リチャードソン少将が致命傷を負い、ハンコックが第2軍団第1師団の指揮を引き継いだ。ハンコックとその部下は、戦場の窪んだ道路に平行して敵と自軍の間に駆け込むという劇的な登場をした。
彼の部下達は疲れ切った南軍に対して反撃を命じられるものと思ったが、ハンコックはマクレランの命令である自隊の位置を守ることを実行した。
ハンコックは1862年11月29日に志願兵隊少将に昇進した。翌月のフレデリックスバーグの戦いでは、メアリーズハイツの悲惨な攻撃でその師団を指揮し、腹を負傷した。チャンセラーズヴィルの戦いでは、その師団がジョセフ・フッカー少将の撤退を援護し、ハンコックはまたも負傷した。
ハンコックの軍団指揮官ダライアス・コウチがこの戦闘でフッカーの採った行動に抗議したことで、ポトマック軍から異動させられ、ハンコックは第2軍団の指揮を引き継ぎ、これを戦争の終わる直前まで続けた。

#### ゲティスバーグ
ハンコックの最も有名な功績は、新軍団長として臨んだ1863年7月1日から3日のゲティスバーグの戦いでのことだった。友人のジョン・F・レイノルズ少将が7月1日早くに戦死し、ポトマック軍の新しい指揮官ジョージ・ミード少将は、ハンコックを戦場の前線に立っている部隊の指揮に送って状況を探らせた。ハンコックはこの結果、北軍の第1、第2、第3および第9軍団からなる左翼を一時的に指揮した。ハンコックはゲティスバーグに参陣した当時の北軍士官では最古参ではなかったので、ミードの高い信頼を表すことになった。
古参の第9軍団指揮官オリバー・O・ハワード少将とはこの指揮配置について短時間議論をすることになったが、ハンコックが議論に勝ち、多勢な南軍が第1軍団と第9軍団を町を抜けて追い返したときに、セメタリーヒルで防衛軍を組織化した。ハンコックはミードから軍隊を撤退させる権限を得ており、立ち止まってゲティスバーグで戦うことを決断する責任があった。
ミードは夜半過ぎに到着し、全軍指揮権がミードに戻された。
7月2日、ハンコックの第2軍団は北軍戦線のほぼ中央にあたるセメタリーリッジに陣取り、一方南軍のロバート・E・リー将軍は戦線の両端から戦闘を仕掛けた。
北軍の左翼ではジェイムズ・ロングストリート中将の突撃が第3軍団を打ち破り、ハンコックはジョン・C・コールドウェル准将指揮する自分の第1師団をホィートフィールドの北軍の支援に送った。A・P・ヒル中将の軍団が北軍中央に戦闘を仕掛け続けていたので、ハンコックは防衛部隊を招集し最重要地点に部隊を急行させた。
ここで有名なできごとである第1ミネソタ志願兵連隊の犠牲が起きた。ハンコックはこの連隊を勢力が4倍もある南軍の1個旅団に向けて前進し戦わせた。その結果第1ミネソタ志願兵連隊はその87％を失った。
この連隊にとっては被害が大きかったが、この英雄的犠牲行為が時間を稼ぎ、北軍は防衛軍を組織化する事が出来て、その日の戦闘を救えた。
7月3日、ハンコックはセメタリーリッジでの陣取りを続け、ピケットの突撃を受けかつ耐えた。
南軍の歩兵の突撃に先立つ大砲の集中砲火の間も、ハンコックは馬に毅然と跨って辺りを睥睨しており、自軍を励まし続けた。ハンコックの部下の一人が「将軍、軍団指揮官はそのように命を危険に曝すべきではない」と抗議したとき、ハンコックは「軍団指揮官の命が顧みられない時もある」と返答したと言われている。
歩兵突撃の間に、ハンコックの旧友で、この時は准将になっていたルイス・アーミステッドがおり、ジョージ・ピケット師団の下で1個旅団を率いていたが、負傷して2日後に死んだ。ハンコック自身も、銃弾が鞍の頭部に当たって右内股に入り、木片や大きくて曲がった釘と共に傷つけて重傷になったので、旧友と顔を合わすことは無かった。
副官によって馬から助け降ろされ、出血を止めるために止血帯を施された後で、自分で刺さっていた釘を引き抜き、その釘の拠って来たるところを誤解したか、顔をしかめて「奴らはこんなものを投げるなんて、弾薬が不足しているに違いない」と言った。
アーミステッドが致命傷を負ったという報せは、参謀の一人であるヘンリー・H・ビンガム大尉から知らされた。ハンコックは自分の痛みにも拘わらず、戦闘の決着が着くまで後方に下がることを拒否した。ハンコックは戦闘のあった3日間を通してその軍隊に刺激を与え続けた。後に連邦議会から「あの偉大で決定的な勝利において、その勇敢で賞賛に値し、異彩を放った役割に」対し感謝状を受けた。

#### バージニアおよび戦争の終結

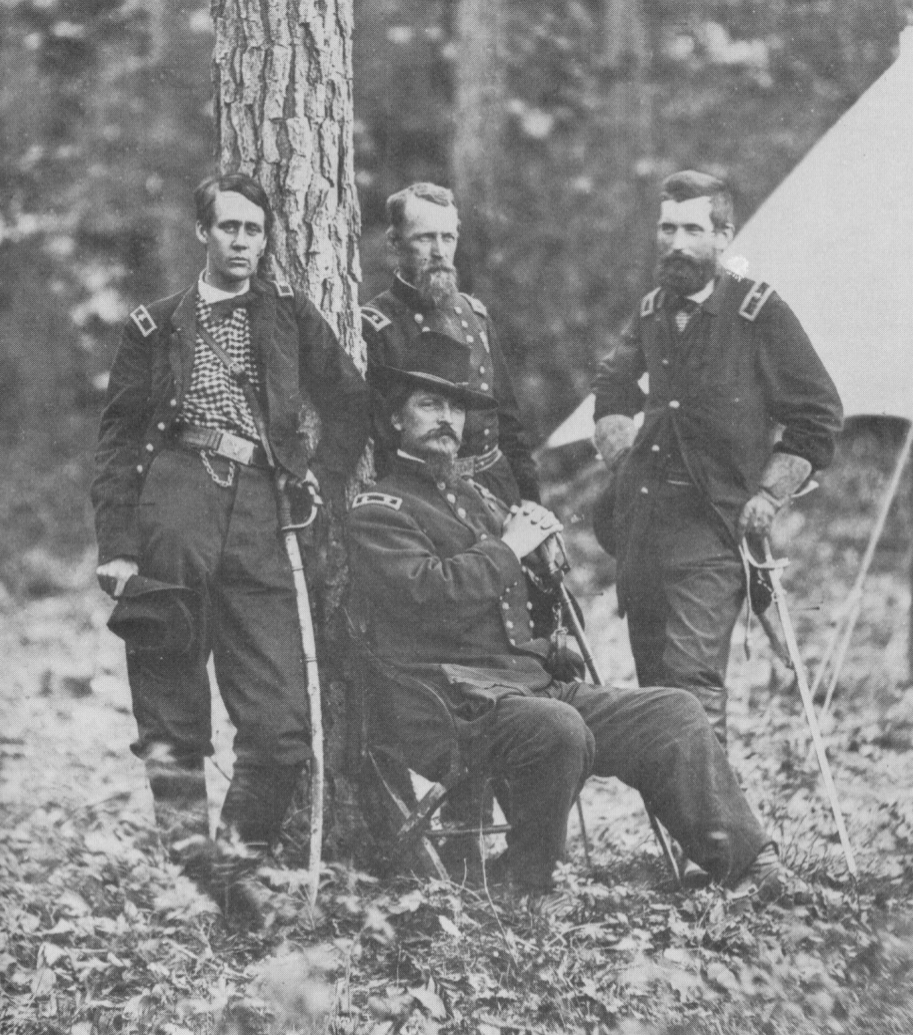
3人の師団指揮官に囲まれるハンコック

ハンコックはゲティスバーグで受けた傷が故で戦争の残り期間苦しむことになった。ノリスタウンに戻って回復に努め、その冬の間は新兵の募集を行い、1864年の春には戦場に戻って、ユリシーズ・グラント中将の率いたオーバーランド方面作戦で第2軍団の指揮を執ったが、その行動力と以前の若さ溢れる活力を取り戻すことは無かった。
それでも荒野の戦いでは実績を挙げ、スポットシルバニア・コートハウスの戦いでは「ブラッディアングル」でミュールシューの重大な突破攻撃を指揮し、南軍のストーンウォール師団を打ち砕いた。
コールドハーバーの戦いではグラントが命じた無益な攻撃で、その軍団に大きな損失を被った。
グラント軍がリー軍の横を擦り抜け、ジェームズ川を渡った後で、ハンコックは自軍が戦争を終わらせるかも知れない位置にいることに気付いた。その軍団はピーターズバーグの安易に築かれた防衛線に対してボールディ・スミスが攻撃を掛けるところに支援のために到着したが、スミスがそこの地形を知っており一日中戦場にいたのでスミスの助言に従い、南軍の戦線が補強される前に意味のある攻撃を掛けなかった。大きな機会の一つが失われた。ディープボトルの戦いでの攻撃にその軍団が参戦した後で、ハンコックは正規軍の准将に昇進し、8月12日付けで発効となった。
ハンコックにとって唯一の重大な敗北はピーターズバーグの包囲戦中に起こった。その第2軍団はウェルドン鉄道に沿って南に移動し、線路を破壊していた。8月25日、南軍のヘンリー・ヒース少将が第二次リーム駅の戦いで北軍の不完全な陣取りを衝いて圧倒し、第2軍団を壊滅させて多くの捕虜を捕まえた。
その後のハッチャーズランの戦いで勝利したものの、リーム駅での屈辱が災いし、ゲティスバーグで受けた傷も引き摺っていたので、11月には野戦指揮官の職を辞めるという決断に至った。
ハンコックは、それまで4万人以上の損失を出したが意義有る軍事的勝利を成し遂げた1年間の後で第2軍団を離れた。その後の最初の任務は儀式用の第1退役兵軍団の指揮を執ることだった。さらに徴兵を行い、中部方面軍を指揮し、そのころは静穏になったシェナンドー渓谷統治軍の指揮官からフィリップ・シェリダン少将を解放した。スポットシルバニアでの功績に対し、正規軍の名誉少将に昇進し、1865年3月13日に発効となった。

### 戦後の軍隊任務

#### リンカーン暗殺事件の裁判

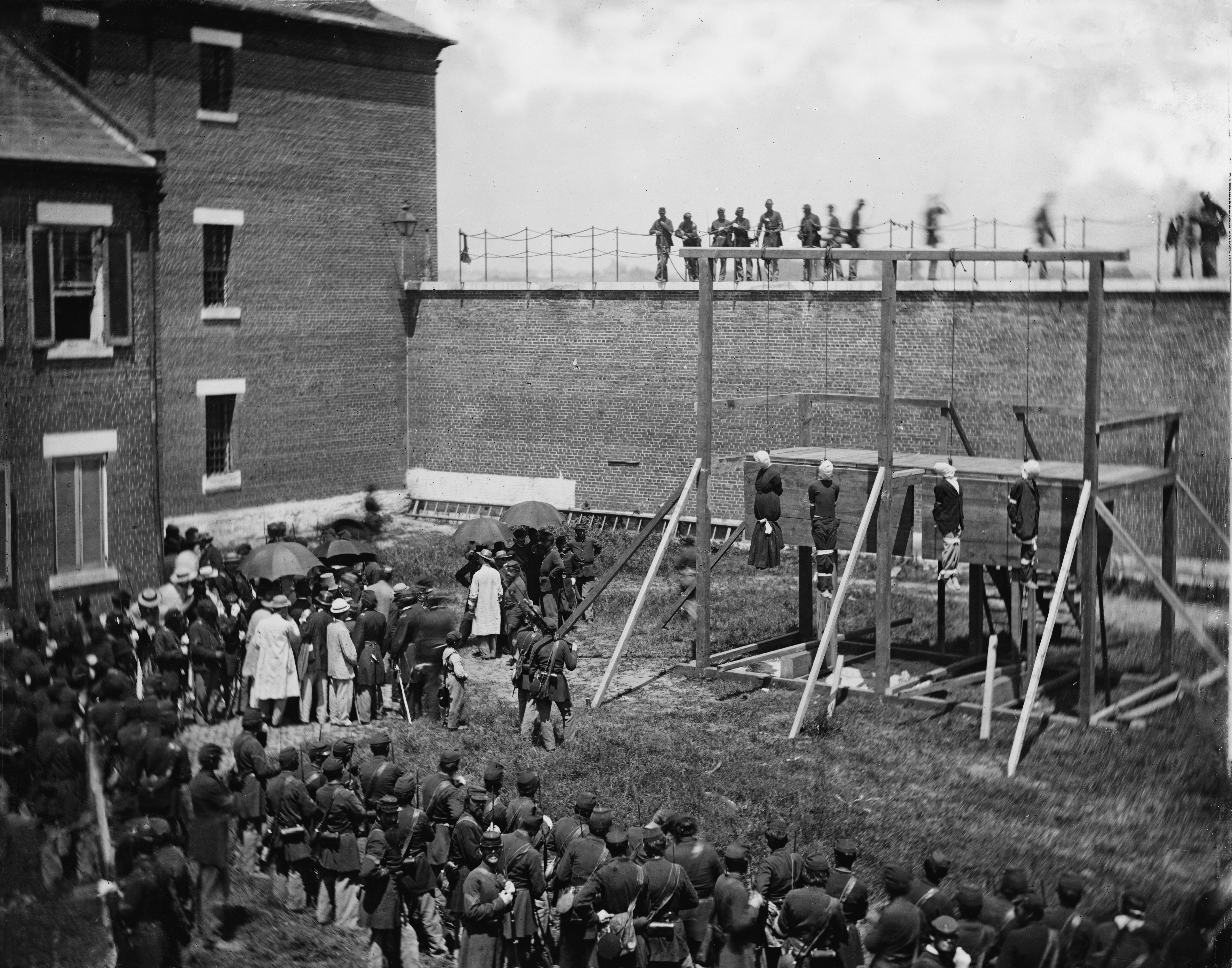
リンカーン暗殺事件共謀者の処刑。 1865年 7月7日.

戦争の終結に当たって、ハンコックはリンカーン大統領暗殺事件の共謀者処刑の監察官を任された。リンカーンは1865年4月14日に暗殺されており、その年の5月9日までに軍法委員会が招集されて被告を裁いた。
暗殺の実行犯ジョン・ウィルクス・ブースは既に死んでいたが、その共謀者の裁判は速やかに進行し、有罪判決となった。アンドリュー・ジョンソン大統領は処刑を7月7日に行う命令を下した。ハンコックは死刑囚達の刑執行を監督するよう指示された。
ハンコックは罪の軽い共謀者、特にメアリー・サラット（アメリカ合衆国で最初に処刑された女性）を処刑することに躊躇したが、命令通り実行し、後に「軍人は皆、私の環境に置かれれば私がしたように行動するものだ」と書いた。

#### 大平原での任務
この処刑後、新しく組織されボルティモアに本部を置く中央方面軍の指揮を任された。
1866年、グラントの推薦でハンコックは少将に昇進し、その年遅くにミズーリ州、カンザス州、コロラド州およびニューメキシコ州を包含するミズーリ方面軍の指揮官に転籍した。
ハンコックはカンザス州フォート・レブンワースに着任を報告し、新しい任務に就いた。到着後間もなく、ウィリアム・シャーマン将軍によって、サンドクリークの虐殺以来関係が険悪になっていたシャイアン族とスー族との交渉を行う遠征隊を率いる任務を与えられた。
この交渉は最初からうまく進まず、ハンコックが放棄されたシャイアン族の集落を焼くように命じた後は、その関係が遠征隊出発時よりも悪化した。
両者共に人命の損失はほとんど無かったが、この任務はほとんど成功とは言えなかった。
このときハンコックの部下であるジョージ・アームストロング・カスター中佐が脱走者に対して激しい懲罰を行ったことで、ハンコックとカスターの間に少なからぬ摩擦が発生し、カスターを無許可離隊の廉で軍法会議に掛け、有罪にすることになった。

#### レコンストラクション

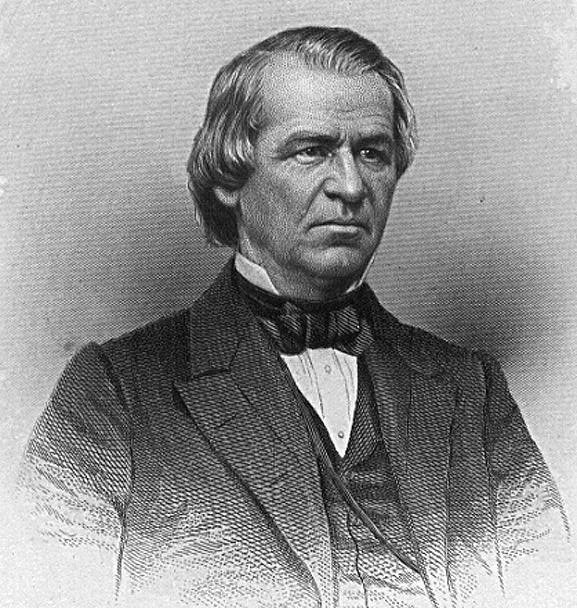
アンドリュー・ジョンソンはハンコックを理想的なレコンストラクション将軍と考えた

ハンコックが西部にいた期間は短かった。ジョンソン大統領はレコンストラクションの間に南部を統治する共和党将軍達のやり方に満足できず、彼らのすげ替えを求めた。
ジョンソンに対して最も攻撃的だった将軍がフィリップ・シェリダンであり、ジョンソンは間もなくグラント将軍に命じて、ハンコックをシェリダンの位置に付けるようにしたが、これはハンコックが民主党員であり、ジョンソンの好みに合わせて統治してくれると信じた結果だった。
この交替を喜ぶ者はいなかったが、シェリダンはフォートレブンワースに転任しハンコックはニューオーリンズに着任した。
ハンコックの新しい任務はテキサス州とルイジアナ州に跨る第5軍管区の統治だった。到着とほとんど同時の1867年11月29日に、将軍命令第40号（下記）を発し、白人保守層に取り入ることになった。この命令はニューオーリンズへ移動中に書かれたものであり、管区の住民が平和的に行動し、文民の役人がその義務を果たすならば、「軍隊は指示することをやめて、文民政府がその自然で正当な統治を回復する」と書かれており、ジョンソン大統領の政策を支持する考えを表明していた。
ハンコックの命令は、早期に文民政府に戻すことを期待する南部中の民主党員を励ましたが、戦前の保守的白人による支配というやり方に戻ることを恐れる南部の黒人や共和党員には不評だった。
ハンコックの将軍命令第40号は直ぐに、ワシントンの共和党、特に急進派共和党員に非難されたが、ジョンソン大統領は心からこれを承認した。
ワシントンにおける情勢には無頓着なまま、ハンコックはその発言を行動に移し、地元の共和党政治家がハンコックの権限を使って選挙結果や裁判所の判決を覆すという要求を拒否し、公然たる反乱が抑圧されることを知らしめるようにもした。民主党内のハンコックの人気が高まり、1868年の大統領選挙では党の大統領候補になりうると考えるまでになった。
1868年の党員集会ではハンコックにそこそこの代議員票が集まったが、候補者には選出されなかった。それでも、民主党の政策である州の権限と制限された中央政府を信じるが、その反脱退主義的感情は非難できない人として政界では希少な価値ある人と見なされていた。

#### 大平原への復帰
グラント将軍が1868年の大統領選挙で勝利し、共和党はワシントンをしっかりと確保した。その結果、ハンコックは再び転任させられ、今回はレコンストラクション中の南部の感情的な任務からは離れ、比較的静穏なダコタ方面軍であった。
この方面軍はミネソタ州、モンタナ準州、ダコタ準州を含んでいた。以前の西部勤務の時と同様に、インディアンの酋長達との交渉を始めたが、今回は平和的意図を確立することにより成功を収めた。
しかし、1870年に軍遠征隊がブラックフット族に対する虐殺を行ったときに関係が悪化した。
スー族との関係も、白人がララミー砦条約を侵犯してブラックヒルズに侵入した結果として、議論を起こすことになった。暫くの間、戦争は回避され、ハンコックが赴任している期間の大半は平和だった。

#### 東部での任務および政治的野望
1872年にミード将軍が死に、ハンコックは陸軍の上級少将となった。このことはハンコックにより顕著な任務を与える必要性を生じさせ、グラント大統領はハンコックを南部からは離しておきたかったので、ニューヨーク市ガバナーズアイランドに本部を置く大西洋方面軍の指揮官に任命した。その広大な管轄区域は一つの例外を除いて軍事的に平穏無事な合衆国北東部であった。その例外とは、軍が関与した1877年の鉄道大ストライキだった。賃金削減に抗議して鉄道労働者がストライキを打つと、全国の輸送体系が麻痺した。ペンシルベニア州、ウエストバージニア州およびメリーランド州知事は鉄道を再運行するために、ヘイズ大統領に連邦軍の動員を求めた。一旦軍隊が市内に入ると、ストライキを打っていた人々の大半は雲散霧消したが、それでも激しい衝突が起こった。
ハンコックはニューヨーク州にいる間、その政治的な野望を保つために最善を尽くした。1876年の民主党全国大会でも幾らかの票を集めたが、2回目の投票で大会を席捲したニューヨーク州知事サミュエル・ティルデンに対抗できるまでにはならなかった。
共和党の候補者ラザフォード・ヘイズが選挙に勝ち、ハンコックはその野望を1880年の選挙に向け直した。1876年の選挙委員会を巡る騒動と1877年のレコンストラクション終了によって、1880年の大統領選挙は民主党が久しぶりに勝利する機会になると確信する者が多かった。

### 1880年の選挙

#### 民主党全国大会

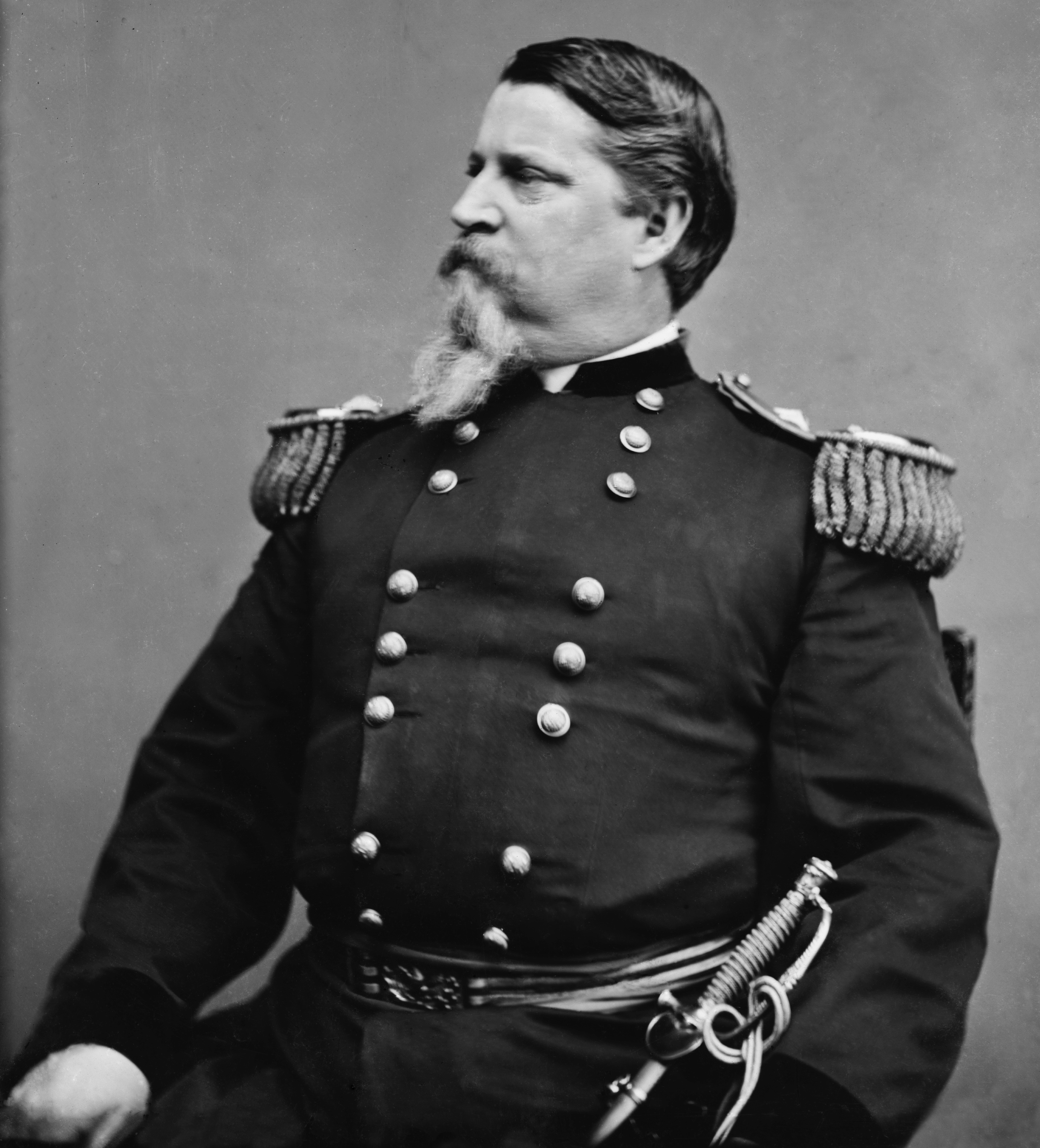
戦後のハンコック

ハンコックの名前は民主党の大統領候補として何度も挙げられてきたが、それまでは代議員の過半数を取れなかった。しかし、1880年、ハンコックにとって状況が好転した。ヘイズ大統領は2期目に出馬しないことを公約しており、前回の民主党候補者ティルデンは健康悪化を理由に再度の出馬を辞退した。
党大会でのハンコックの競合者はトーマス・A・ヘンドリックス、アレン・G・サーマン、スティーブン・ジョンソン・フィールドおよびトマス・F・ベイアード等であった。ハンコックは金本位制政策に中立であり、（将軍命令第40号のために）引き続き南部での支持が多いということは、他の候補者達よりも全国の支持を多く得られることを意味していた。
1880年6月にオハイオ州シンシナティで民主党全国大会が開催されると、第1回目の投票でハンコックが首位に立ったが、過半数は得られなかった。
2回目の投票で、ハンコックは必要とされる3分の2の票を獲得して大統領候補に指名され、インディアナ州出身のウィリアム・ハイデン・イングリッシュが副大統領候補に選ばれた。

#### ガーフィールドに対抗する選挙運動

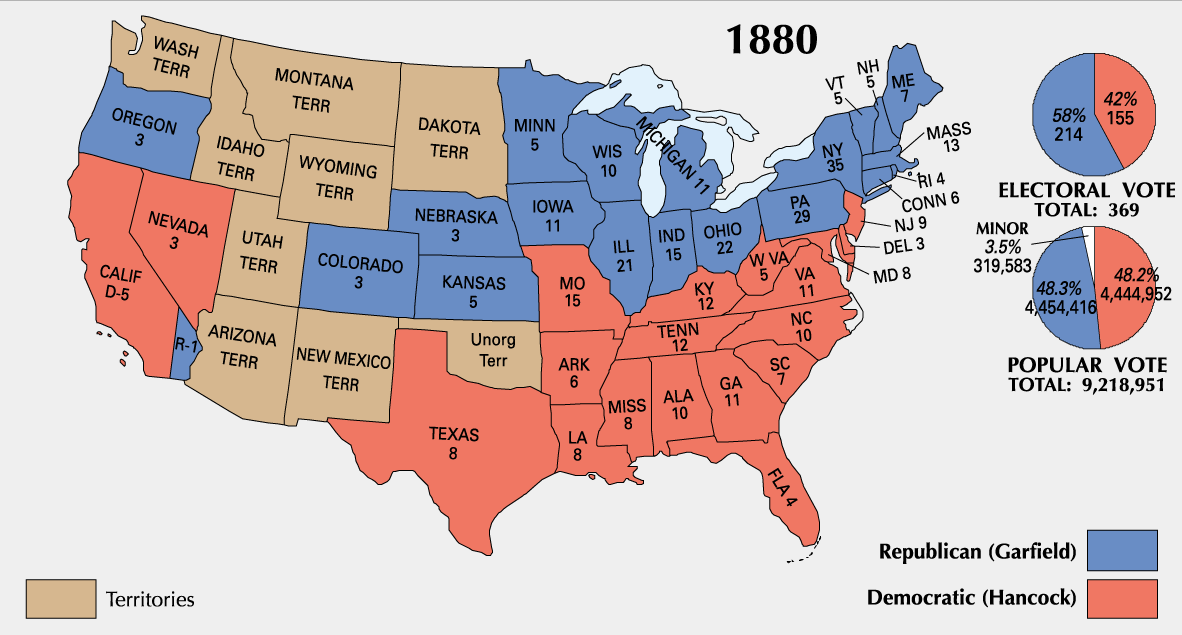
1880年選挙の結果。赤色がハンコックの勝利した州

共和党はオハイオ州選出のアメリカ合衆国下院議員で老練な政治家であるジェームズ・ガーフィールドを候補に指名した。ハンコックと民主党はソリッド・サウスを制することは期待できたが、選挙に勝つためには北部州の幾つかを加える必要があった。二大政党の実質的な違いはあまりなく、共和党はハンコックが英雄的評判があるために個人攻撃を控えた。
共和党が取り上げることのできた唯一の政策的違いは、民主党綱領の中にある「関税は歳入のみで」という声明だった。
ガーフィールドの選挙運動は、この声明が、高い保護関税で恩恵を受けるはずの工場労働者の苦境に対して同情的ではないとして、民主党を色づけるために使った。関税問題は、民主党が過半数を得るために不可欠であった工業化された北部州の民主党支持を削いだ。
結局、民主党とハンコックは、ニュージャージー州を例外として、目標にしていた北部州のいずれも制することはできなかった。一般選挙の結果はアメリカ史の中でも最も接近したものとなり、2,000票足らずの差で明暗を分けたが、ガーフィールドは選挙人選挙を214票対155票という差で圧勝した。

### その後の人生
ハンコックは選挙戦の敗北を乗り越え、ガーフィールドの就任宣誓式に出席した。
選挙の後は大西洋方面軍指揮官の職を引き続き担当した。1881年には全米ライフル協会の会長に選ばれ、「協会の目的は革命の日々に使われていた武器の使い方に習熟させることで、国の軍事力を上げることである」と説明した。
1879年からその死の1886年まで、退役軍人組織の総司令官であった。『インディアン問題に関するW・S・ハンコック将軍の報告書』を著し、1867年に出版された。ハンコックが最後に公衆の前に現れたのは1885年のグラント元大統領の葬儀を主宰するときであり、その年にはゲティスバーグへのあまり報道されない旅もおこなった。
ハンコックは1886年に、大西洋方面軍指揮官のまま、ガバナーズ島で、糖尿病に起因する感染性癰で死んだ。ペンシルベニア州ノリスタウンのモンゴメリー墓地に埋葬されている。子供2人には先立たれたが、その息子ラッセルから3人の孫が生まれた。ハンコックの妻アルミラは『ウィンフィールド・スコット・ハンコックの思い出』を1887年に出版した。

## 記念
ウィンフィールド・スコット・ハンコックを記念する銅像が多くある。
- ゲティスバーグの古戦場イースト・セメタリーヒルにある騎馬像
- ゲティスバーグのペンシルベニア記念碑の一部として肖像
- ゲティスバーグのニューヨーク州記念碑で、ピケット突撃の時のハンコックの負傷を表す高浮き彫り
- ワシントンD.C.のマーケット広場（ペンシルベニア通りと7番街）の騎馬像
- ペンシルベニア州フィラデルフィア、フェアモント公園のスミス南北戦争記念碑上の騎馬像
- ニューヨーク市ハンコック広場の胸像、彫刻家ジェイムズ・ウィルソン・アレクサンダー・マクドナルド制作

## 大衆文化の中で
ハンコックはシャーラ・ファミリーによる南北戦争に関する歴史小説で重要な登場人物である。マイケル・シャーラによる『キラー・エンジェルス』、ジェフリー・シャーラによる『神と将軍』(Gods and Generals)および『最後のあらゆる措置』(The Last Full Measure)がある。映画では1993年の『ゲティスバーグ』および2003年の『神と将軍』が上記の小説を題材にしている。ハンコックはブライアン・マロンが演じた。どちらの作品での大変好意的な描かれ方をしている。小説『神と将軍』の多くの場面で描かれている、戦前のカリフォルニア州南部におけるハンコックと友人のルイス・アーミステッドの登場シーンは映画では省かれた。